# Маріапарохі
Маріапарохі (нід. Mariaparochie) — село в нідерландській провінції Оверейсел. Входить до муніципалітету Тюбберген.
Його площа становить 0,19 км², а населення станом на 2021 рік складало 240 осіб.